# 廣電多元文化
廣電多元文化泛指廣電媒體應秉持多元文化精神製播相關節目、廣告內容，尤其涉及弱勢權益議題之報導時，更應審慎為之。基本上，多元文化精神在廣電媒體上的要求已經超過傳統新聞學要求之公正客觀報導，更強調人性尊嚴、人權保障及對社會價值之影響。

## 相關法令規章或媒體自律規範擇要摘錄
- 世界人權宣言第2條：「人人有資格享有本宣言所載的一切權利和自由，不分種族、膚色、性別、語言、宗教、政治或其他見解、國籍或社會出身、財產、出生或其他身分等任何區別。」
- 歐洲人權公約第14條：「人人對本公約所載的權利和自由的享受，應予保證，不得因性別、種族、膚色、語言、宗教、政治或其他見解、民族或社會出身、與少數群體的聯繫、財產、出生或其他身份而有所歧視。」
- 聯合國消除對婦女一切形式歧視公約第2條：「締約各國譴責對婦女一切形式的歧視，立即用一切適當辦法，推行政策，消除對婦女的歧視。」
- 入出國及移民法第62條第1項：「任何人不得以國籍、種族、膚色、階級、出生地等因素，對居住於臺灣地區之人民為歧視之行為。」
- 精神衛生法第23條：「傳播媒體之報導，不得使用與精神疾病有關之歧視性稱呼或描述，並不得有與事實不符或誤導閱聽者對病人產生歧視之報導。」
- 身心障礙者權益保障法第74條第1項：「傳播媒體報導身心障礙者或疑似身心障礙者，不得使用歧視性之稱呼或描述，並不得有與事實不符或誤導閱聽人對身心障礙者產生歧視或偏見之報導。」
- 中華民國衛星廣播電視事業商業同業公會新聞自律執行綱要相關規範(摘錄)：
  1. 新聞報導應避免歧視：包括對種族、族群、國籍、膚色、階級、出生地、宗教、性別、性傾向、 婚姻狀況、身心障礙者及所有弱勢者，在文字、聲音、影像、及動畫影片上均不得有歧視表現。
  2. 愛滋感染者或病患相關新聞處理：以愛滋「感染者」取代「帶原者」的稱呼，以符合中央衛生主管機關常用語態，以去除社會污名，並應尊重感染者的基本尊嚴與權益。社會事件當事人為愛滋感染者（或疑為愛滋感染者），但其愛滋感染身份與該社會事件無關者，應減少報導內容或標題涉及愛滋字眼。例： 愛滋鴛鴦大盜搶超商。新聞報導應避免透過剪輯或其它報導方式影射 愛滋感染者的危險性，或負面刻板印象。新聞媒體應謹慎處理會鼓勵歧視、嘲笑、偏見、惡意中傷、侮辱愛滋感染者的素材。當新聞人事物出現錯誤愛滋知識或有歧視愛滋感染者行為，報導應負有傳遞正確知識及平衡歧視言行之責。例：警察戴口罩偵訊愛滋感染者。
  3. 性別與弱勢族群相關新聞處理：新聞應以客觀、非歧視字眼報導同志新聞，報導時不應將同性戀、跨性別等性別少數，犯罪化、病態化，避免社會污名烙印。新聞報導應避免散播或強化性別上的不平等、偏見、歧視和刻板印象，以免造成「性別決定論」或譴責弱勢者的不當效果。新聞報導應避免物化女性（男性亦同），並不得使用侵略式的拍攝手法拍攝性特徵。新聞報導應避免歧視資源弱勢的新移民、原住民等族群。包括在稱呼上，不使用外籍新娘、大陸妹、大陸新娘、越南新娘、泰國新娘、山胞、山地人、番仔等，應採用新移民、外籍配偶、大陸配偶、原住民等中性平等用詞，且不得宣傳或主張特定國籍或原始國籍、種族、 族裔身分、膚色或出生地之優越或低劣。新聞報導應避免污名化同居、離婚、單親、隔代教養、同志等各類家庭模式，或將各種社會問題歸因於當事人家庭模式，而使各種多元家庭受到社會歧視或誤解傷害。
- 公共電視節目製播原則(摘錄)：
  1. 性別：注意性別平權觀念，無論議題設定、文字描述、鏡頭角度，以及劇情類節目的劇本編排與角色形象，都應避免歧視任何一種性別，以及造成性別刻板印象。藉由多元平權的性別參與，建構符合社會公義的性別文化，對於任何一種性別的呈現與參與，一律公平處理，不因族群、年齡、語言、外貌、身材、宗教、政治、出身、財富或其他身分的不同而有所差別，並且尊重性別地位的實質平等，也就是，任何人不論其生理性別、性傾向、性別特質或性別認同，應受到相同的對待。主要製播原則包括：尊重基本人權，避免歧視與偏見；積極反映社會多元面貌；確保公平呈現與參與機會平等。
  2. 族群：在國家認同、族群與省籍情結仍是重要社會矛盾的現況下，應以公正、無偏見、理性、包容的態度，傾聽所有的聲音與觀點，維護所有人的平等近用權利。對於國內各族群、外籍人士、新移民應一視同仁，對世界其他各國家或民族也應公平看待，不應有不當或貶抑的描述。並且積極呈現不同族群的文化特色，促成族群的間相互認識，建構多元包容的社會。面對族群議題，主要製播原則包括：尊重多元文化，不強化歧視偏見；鼓勵公平參與，促進相互理解包容。